# 松本古墳
松本古墳（まつもとこふん）は、広島県福山市神村町松本にある古墳。形状は円墳。広島県指定史跡に指定されている。

## 概要

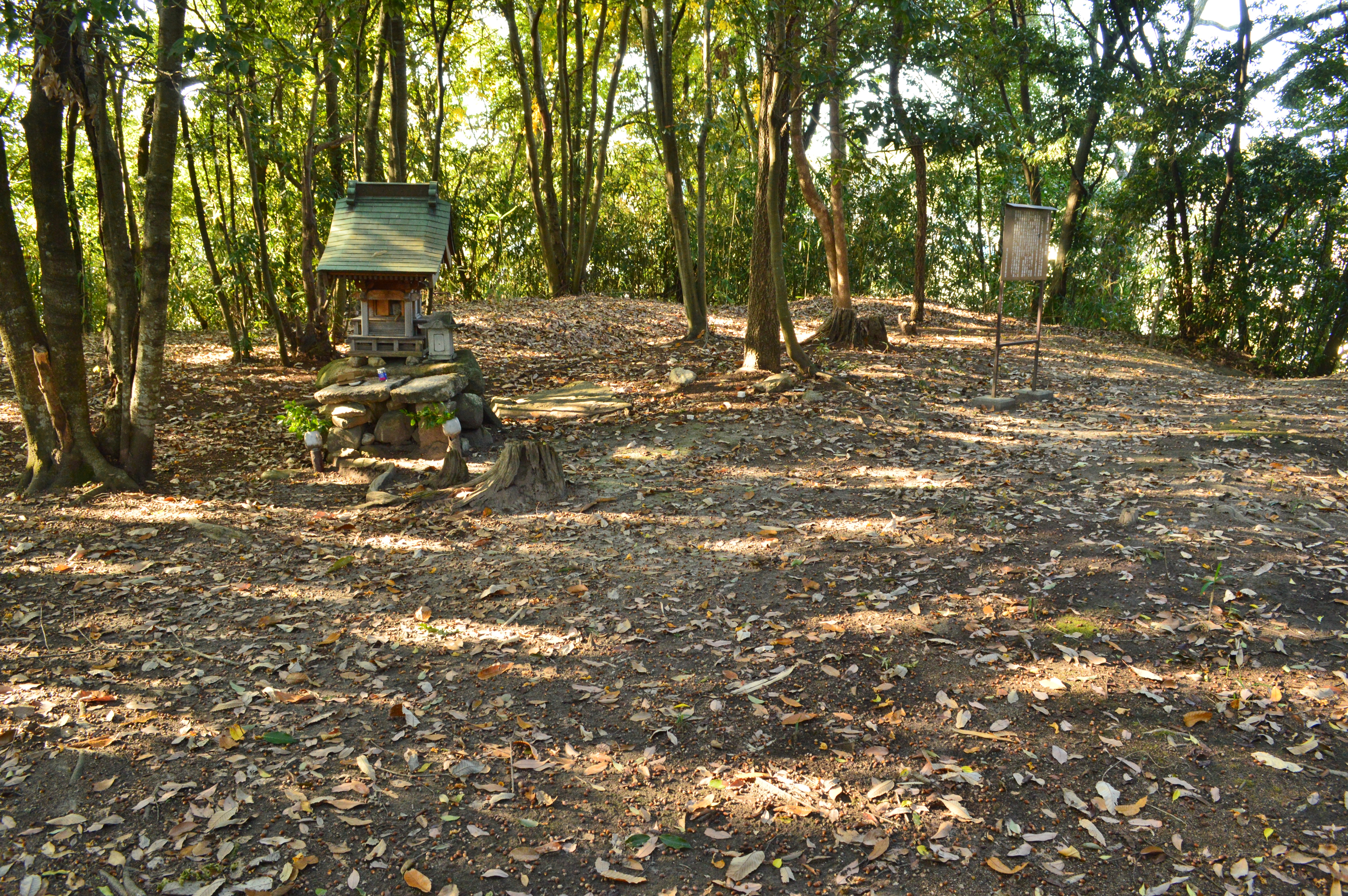
墳頂

広島県東部、本郷川・羽原川の中間にあって松永湾を望む丘陵先端部に築造された大型円墳である。2014年度（平成26年度）以降に発掘調査が実施されている。
墳形は円形で、直径約65メートルを測る。墳丘表面には葺石・埴輪が認められるほか、墳丘周囲には周溝が巡らされる。埋葬施設は未調査のため明らかでないが、墳頂部における竪穴式石室または箱式石棺と推測される。副葬品は詳らかでない。
この松本古墳は、古墳時代中期の5世紀前半頃の築造と推定される。松永湾沿岸部には中期古墳として黒崎山古墳（消滅）・大元山古墳（消滅）が、後期古墳として長波古墳・松本西古墳・戸田古墳が分布するが、本古墳はその中でも最古期に位置づけられ、松永湾における海上交通や塩生産への関与を考察する上で重要視される古墳になる。
古墳域は1949年（昭和24年）に広島県指定史跡に指定されている。

## 遺跡歴
- 戦後、村上正名らによって方墳として認知[1]。
- 1949年（昭和24年）8月12日、広島県指定史跡に指定[1]。
- 1976年（昭和51年）、測量調査。円墳または帆立貝形古墳として認知（広島大学考古学研究室）[1]。
- 2014-2018年度（平成26-30年度）、範囲確認調査（福山市教育委員会）[1]。
- 2019年（令和元年）10月21日、史跡範囲の追加指定[1]。

## 文化財

### 広島県指定文化財
- 史跡
  - 松本古墳 - 1949年（昭和24年）8月12日指定、2019年（令和元年）10月21日に史跡範囲の追加指定[1]。